# Vlna (textil)
Vlna je označení pro:

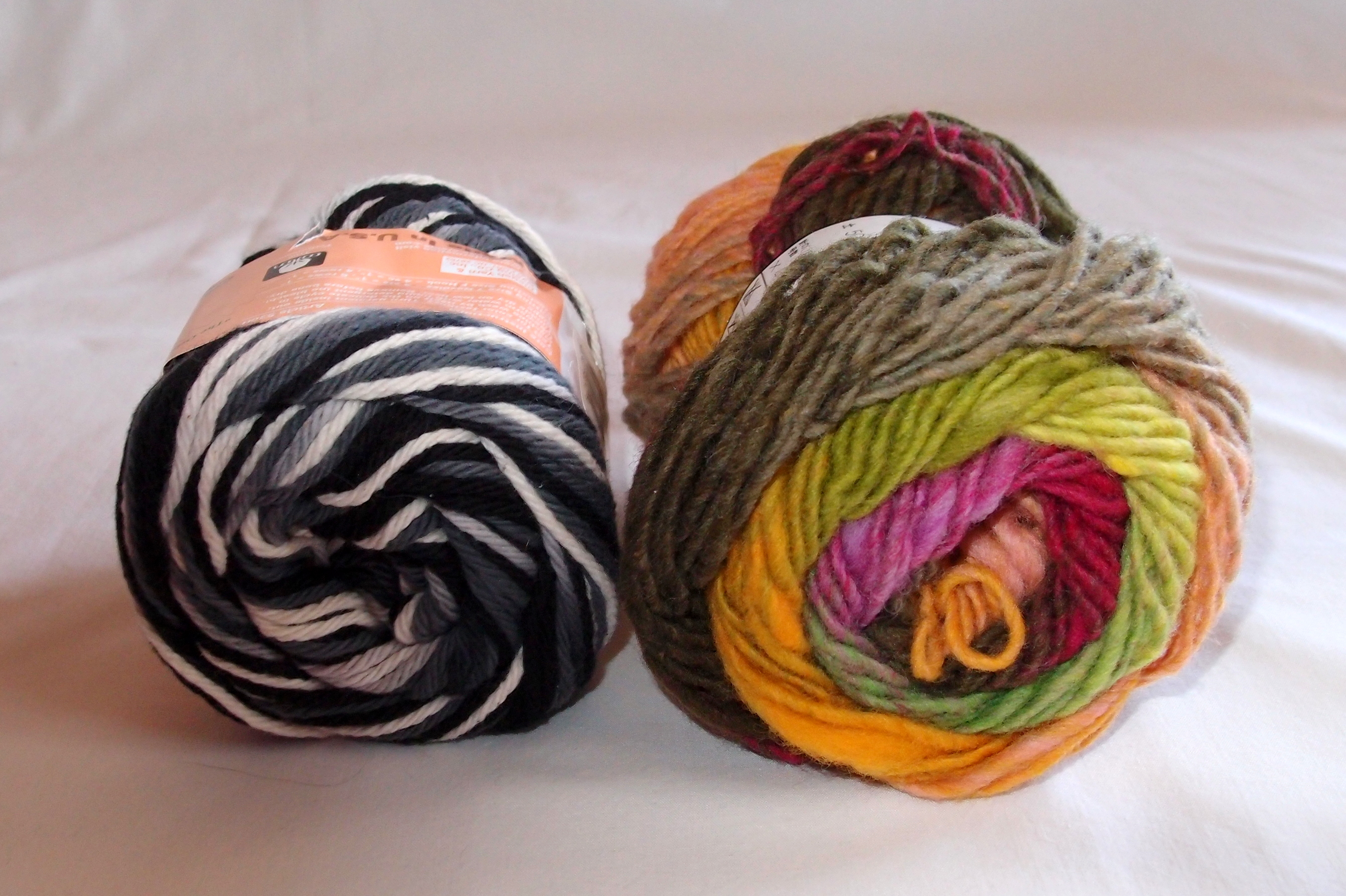
Vlna na ruční pletení (vlevo z bavlněné, vpravo z vlněné příze)

- vlákna ze srsti různých zvířat (zejména ovce, kašmírské kozy, jaka, angorské kozy, angorského králíka, velblouda, alpaky, lamy, tura pižmového a pod.)
- příze na ruční práce z přírodních nebo umělých vláken a jejich směsí
- oděvní textilie (vyrobené) ze 100% vlny – prodejní argument, poukaz na kvalitu zboží[1][2]